# 角宿

《古今圖書集成》中的“庫樓衡柱二十九星存二十二及南門兩星圖”

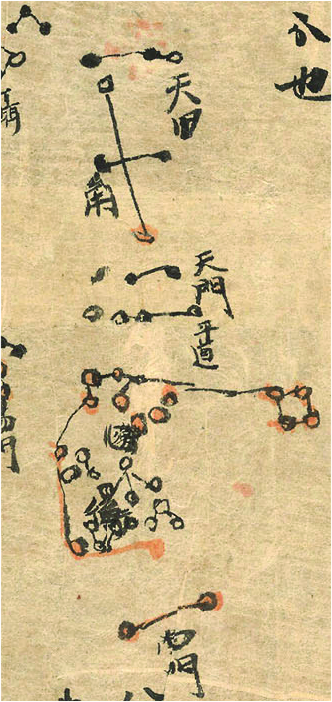
敦煌星图（S.3326）上所绘的角宿

《古今圖書集成》中的“角宿旗圖”

角宿（亦称角星、角星官）是二十八宿之一，東方青龙七宿第一，在七曜属木，以蛟象征，故称角木蛟。角宿天区包括11个星官，主要位于室女座，也包括后发座，长蛇座，半人马座和豺狼座的部分天区。主要的亮星有角宿一（室女座α）和角宿二（室女座ζ）。

## 占星学
唐‧王希明《丹元子步天歌》：
南北兩星正直懸，中有平道上天田，總是黑星兩相連，別有一烏名進賢。
平道右畔獨淵然，最上三星周鼎形，角下天門左平星，雙雙橫于庫樓上。
庫樓十星屈曲明，樓中柱有十五星，三三相著如鼎形，其中四星別名衡，南門樓外兩星橫。
《史记·天官书》：
左角李，右角将。
其中，李即是角宿二，将是角宿一。
《星经》：
角二星为天门。”又云：“左角为天田，右角为天门，中间名天关 。
《观象玩占》：
角二星为天关，苍龙角也， 一曰维首、天陈、天相、天田，金星也。
《晋书·天文志》说：
角二星为天关，其间天门也，其内天庭也。故黄道经其中，七曜之所行也。
屈原《天问》：
何阖而晦？何开而明？角宿未旦，曜灵安藏？
《汉书·息夫躬传》：
往年荧惑守心，太白高而芒光，又角星茀於河鼓，其法为有兵乱。
《南齐书·天文志上》：
﹝永元﹞六年正月戊戌，月在角星南，相去三寸。

## 星官
角宿共包括11個星官，計41星。清欽天監所制《欽定儀象考成》三十二卷又增54星，全數達95星。
| 星官 | 星官英文名                | 註釋                          | 所處星座         | 星數 |
| ---- | ------------------------- | ----------------------------- | ---------------- | ---- |
| 角   | Horn                      | 蒼龍之角                      | 室女座           | 2    |
| 平道 | Flat Road                 | 修路官，負責將道路整修平整:48 | 室女座           | 2    |
| 天田 | Celestial Farmland        | 天上的田                      | 室女座           | 2    |
| 周鼎 | Tripod of the Zhou        | 周朝的神鼎，代表皇權          | 后髮座           | 3    |
| 进贤 | Recommending Virtuous Men | 舉薦賢才                      | 室女座           | 1    |
| 天门 | Celestial Gate            | 黃道上的門                    | 室女座           | 2    |
| 平   | Judging                   | 斷獄的法官                    | 長蛇座           | 2    |
| 库楼 | Arsenal                   | 武器庫                        | 半人馬座         | 10   |
| 柱   | Pillars                   | 支撐庫樓的天柱                | 半人馬座、豺狼座 | 11   |
| 衡   | Railings                  | 殿邊的欄杆，士兵操練的地方    | 半人馬座         | 4    |
| 南门 | Southern Gate             | 庫樓的南門                    | 半人馬座         | 2    |

## 天文学

### 亮星
角宿一
室女座α星（Spica）。古称“将”。室女座第一亮星，全天第16亮星。视星等0.98，绝对星等-3.5。位于天球南纬约11度。
角宿二
室女座ζ星。古称“李”。视星等3。

## 臺灣地名
1. 高雄市燕巢區角宿里
2. 臺南市官田區二鎮里角宿

## 文学形象

### 《封神演义》
《封神演义》中，柏林被封为角木蛟。